# 场地自行车赛
场地自行车赛（英語：Track cycling），也称自行车场地赛、“圆形场地”比赛，指在椭圆形木质赛道上进行的竞技自行车运动项目，室内比赛居多。

## 历史
自行车最早于18世纪中叶被发明出来，从那时起便成为了一种广受欢迎的交通工具。早在1870年，英格兰的场地自行车比赛就已经吸引了大量观众。当时的车手们在木质室内赛道上进行比赛，那种赛道与今天的现代钢架圆盘赛道非常相似。这种赛道保证了比赛可以全年举行。对于赛事的推广者来说，更大的优点是可以向观众收取门票费。
几十年来，轨道长度逐渐减少。早期的Velodrome的长度在130米到500米之间。到20世纪60年代，国际比赛通常使用333.334米（364.538码）的标准长度。自1990年以来，国际赛车场的长度为250米（273.403码），尽管许多长度的赛道仍在使用。

## 奥运会
除了1912年奥运会外，场地自行车运动在每一届现代奥运会上都有亮相。女子场地自行车项目于1988年首次列入现代奥运会。自2000年澳大利亚悉尼夏季奥运会以来，这项运动被转移到室内，主要是因为天气炎热。

## 种类
- 个人争先赛、个人追逐赛

- 团体追逐赛、集体出发赛

- 领先计分赛（计时赛）[5]、追逐赛

- 积分赛

- 競輪賽

- 捕捉赛

- 麦迪逊赛（美式接力赛）